# Hilmar von Münchhausen

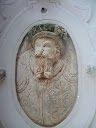
Hilmar von Münchhausen, Stuckrelief in Leitzkau

Hilmar von Münchhausen (* 1512; † 19. April 1573 in Steyerberg) war ein deutscher Söldnerführer und königlich-spanischer Obrist.

## Leben

### Herkunft
Hilmar von Münchhausen aus der schwarzen Linie des alten niedersächsischen Adelsgeschlechts Münchhausen war der Sohn des Stacius von Münchhausen, Pfandherr auf Burg Aerzen und Drost auf Burg Lauenstein. Er wurde als jüngster von vier Brüdern geboren. Nach dem frühen Tod des Vaters, der 1518 wegen Besitzstreitigkeiten um die Pfandschaft Aerzen und die Burg Lauenstein erschlagen worden war, wuchs der Knabe unter der alleinigen Obhut seiner Mutter Margarethe von Oberg heran.
Wie seine älteren Brüder zog es auch ihn zum Waffenhandwerk, und bereits als 17-Jähriger nahm er an den Kämpfen der Habsburger gegen Franz I. von Frankreich in Italien teil, wobei ihm hervorragende soldatische Tugenden und Fähigkeiten attestiert wurden. Von der Welt der Heerzüge und Feldlager fasziniert, nahm der tatendurstige Münchhausen das ihm damals eröffnete Kanonikat am Domkapitel Hildesheim nicht an, sondern überließ es gegen eine Entschädigungszahlung seinem Vetter. Dann heiratete er 1539 Lucia von Reden, die Tochter des Drosten von Marienburg, mit der er acht Kinder hatte.

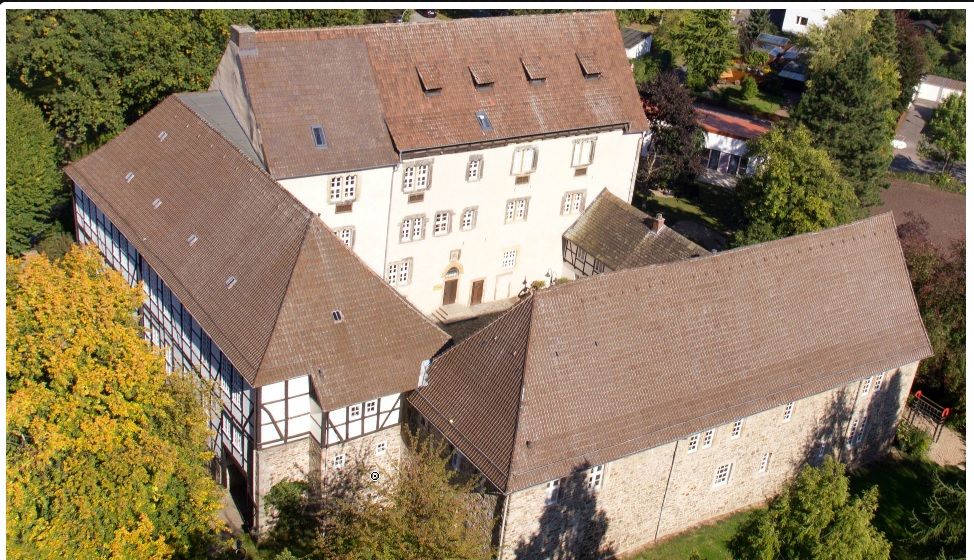
Elternhaus: Burg Aerzen, Pfandbesitz derer von Münchhausen seit 1508

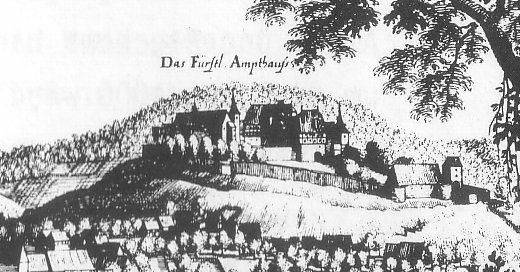
Die väterliche Drostei Burg Lauenstein

### Karriere im Kriegsdienst
1542 schloss er sich Herzog Heinrich d. J. von Braunschweig und Lüneburg an und stieg rasch zu dessen bedeutendstem Feldhauptmann auf. Als Heinrich, der seine widerstrebenden Untertanen zum katholischen Glauben zurückzwingen wollte, im Sommer dieses Jahres vom Schmalkaldischen Bund unter Führung des Landgrafen Philipp von Hessen aus dem Land gejagt wurde, trat Münchhausen als Obrist in die Dienste des Herzogs von Cleve. Er war einer der Söldnerführer bzw. Militärunternehmer, die den Heeren ihrer fürstlichen Auftraggeber gegen feste Summen vertraglich vereinbarte Kontingente an Kriegsvolk zuführten, in diesem Fall ein Fähnlein Landsknechte.
Mit diesem verteidigte er 1543 im Geldrischen Erbfolgekrieg die Stadt Düren gegen die Kaiserlichen tapfer, verlor aber bei deren Erstürmung fast seine gesamte Mannschaft und geriet selbst in Gefangenschaft. Nach erfolgter Auslösung warb Münchhausen 1200 Fußknechte an und marschierte mit dieser Soldtruppe im August 1545 in das Küstenland Hadeln des Erzstifts Bremen, wo sich bereits die Obristen Christoph von Wrisberg und Georg von Holle mit einer bedeutenden Streitmacht versammelt hatten. Die drei Söldnerführer traten in den Dienst Herzog Heinrichs d. J., der mit dieser Armee die Rückeroberung des Wolfenbütteler Fürstentums durchführen wollte. Aber weder Braunschweig noch Wolfenbüttel konnten bezwungen werden, und als ein Entsatzheer der protestantischen Union unter Philipp von Hessen herannahte, zog ihm Heinrich ungestüm entgegen und wagte trotz Warnungen am 21. Oktober 1545 bei Höckelheim die Schlacht. Dem überlegenen Gegner konnte er nicht lange standhalten, vergeblich bemühte sich Münchhausen inmitten des Kampfes noch um friedliche Vermittlung. Herzog Heinrich d. J. musste sich ergeben, wurde in Haft genommen und für mehrere Jahre eingekerkert.
In der Folgezeit nahm Münchhausen zusammen mit seinem Vetter, dem Obristen Georg von Holle, mit ihren zumeist protestantischen Fähnlein an fast allen Kriegen in Deutschland auf Seiten des kaiserlichen Heeres teil. Sie hoben ihre Truppen meist gemeinsam aus; einer ihrer Gegenwerber in der Region war Wrisberg. Münchhausen führte auch bei der den Schmalkaldischen Krieg entscheidenden Schlacht von Mühlberg im April 1547 Karl V. seine 12 Fähnlein angeworbener Infanterie zu.
1553 zog er die Reiter seiner in der Schlacht bei Sievershausen auf braunschweigischer Seite gefallenen Brüder Jobst und Johann an sich und presste Herzog Heinrich einen Teil von deren Sold ab. Da die fränkischen Stände, nachdem Albrecht von Kulmbach bei Sievershausen besiegt war, ihre Kontributionen nicht zahlen wollten, zogen Hilmar und Holle eilends durch Thüringen, zwangen Mühlhausen, die Tore zu öffnen, verheerten das Gebiet von Erfurt und schreckten so die Franken zu reichlicher Zahlung. Im Konflikt zwischen den Brüdern Ulrich und Johann Albrecht von Mecklenburg ließ Münchhausen sich von Ulrich in Dienst nehmen, rückte mit seinen Landsknechten vor Schwerin in Stellung, handelte dann jedoch einen Vergleich aus. Waffengefährte hierbei war neben Holle auch ein weiterer Vetter, Börries von Münchhausen aus Apelern.
Im Februar 1556 wurde Münchhausen von Philipp II. zum spanischen Obristen bestellt mit der Order, für mehrere Jahre zehn Fähnlein (3.000 Mann) hochdeutsche oder niedersächsische Landsknechte aufzubringen und persönlich in den Niederlanden gegen Frankreich zu führen. Münchhausens Regiment focht in der Schlacht bei St. Quentin im August 1557, wo die von Coligny verteidigte Festung zuerst von den deutschen Obristen Schwendi und Hastatt, dann von Münchhausen und Holle berannt wurde. Alle vier stürmten durch eine breite Mauerbresche, vor der – opferreich – ein tiefer Wassergraben überwunden werden musste. Nach der geglückten Erstürmung setzte die Plünderei ein, ein Fünftel der Häuser brannte ab. Während des folgenden Winters traf er mit sämtlichen Obristen in spanischen Diensten in Brüssel zusammen, um über die weitere Entwicklung nach dem Kriegsende zu beraten, darunter Otto von Schaumburg, Johann von Braunschweig, Günther von Schwarzburg, Hilmar von Quernheim, aus Süddeutschland Schwendi, Boyneburg und Hastatt, aus den Niederlanden Oranien und Egmond. Im darauf folgenden Juli 1558 kam es zu einem letzten Angriff noch nicht abgemusterter Truppen bei Gravelingen, wo Münchhausen mit dem Befehl über die gesamte deutsche Infanterie maßgeblich zum Sieg der Spanier unter Egmond beitrug und den französischen Oberkommandierenden gefangen nehmen konnte. Dessen spätere Freilassung brachte ihm ein Vermögen von 6000 Talern an Lösegeld ein, die er sich gegen Egmond erst vor einem Obristengericht erstreiten musste.
Nach Entlassung der Truppen lebte Münchhausen auf seinen Gütern, versorgt mit kurbrandenburgischer und spanischer Pension. Philipp II. schätzte den Obristen außerordentlich und setzte sich sogar persönlich bei Herzog Heinrich d. J. für die Zahlung noch ausstehender Kriegsgelder seiner bei Sievershausen gefallenen Brüder ein.
Die Ruhe währte nicht lange, denn schon 1560 verpflichtete der dänische König Friedrich II. die bewährten Feldobristen Münchhausen und Georg von Holle für einen Krieg gegen Schweden, den sogenannten Dreikronenkrieg. Binnen kurzem hatten sie mehr als 20.000 Landsknechte zusammengebracht und marschierten 1561 in Südschweden ein; die Seefeste Älvsborg wurde erfolgreich belagert. Dieses größte und selbständigste Unternehmen der beiden geriet in den Weiten Südschwedens zu einem Fehlschlag, weil es weder Nachschub noch Geld noch Quartiere gab und außerdem eine Seuche ausbrach. Münchhausen entschied sich, mit seinem Regiment aus dem Krieg auszuscheiden, und erreichte eine ehrenvolle und lukrative Abdankung. Er musste den Sold zunächst aus eigener Tasche auslegen und noch mehrere Jahre darum ringen, dass der König die 14.860 Taler bezahlte.

### Erwerb von Besitzungen

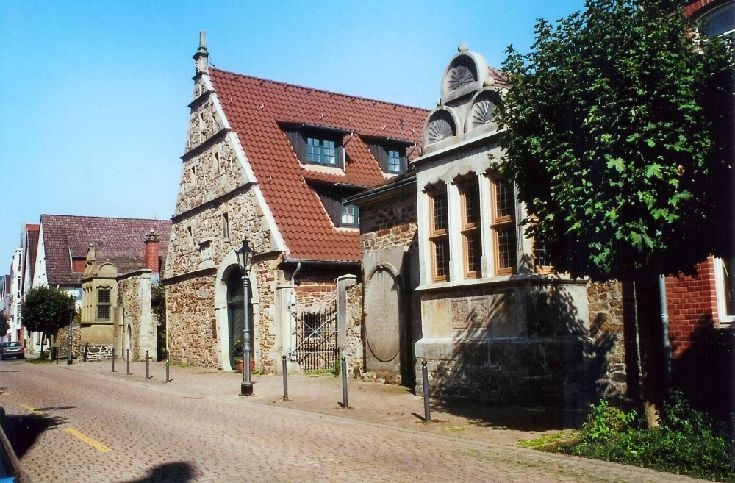
Familiärer Lehnsbesitz seit 1527: Der Münchhausen'sche Burgmannshof in Rinteln

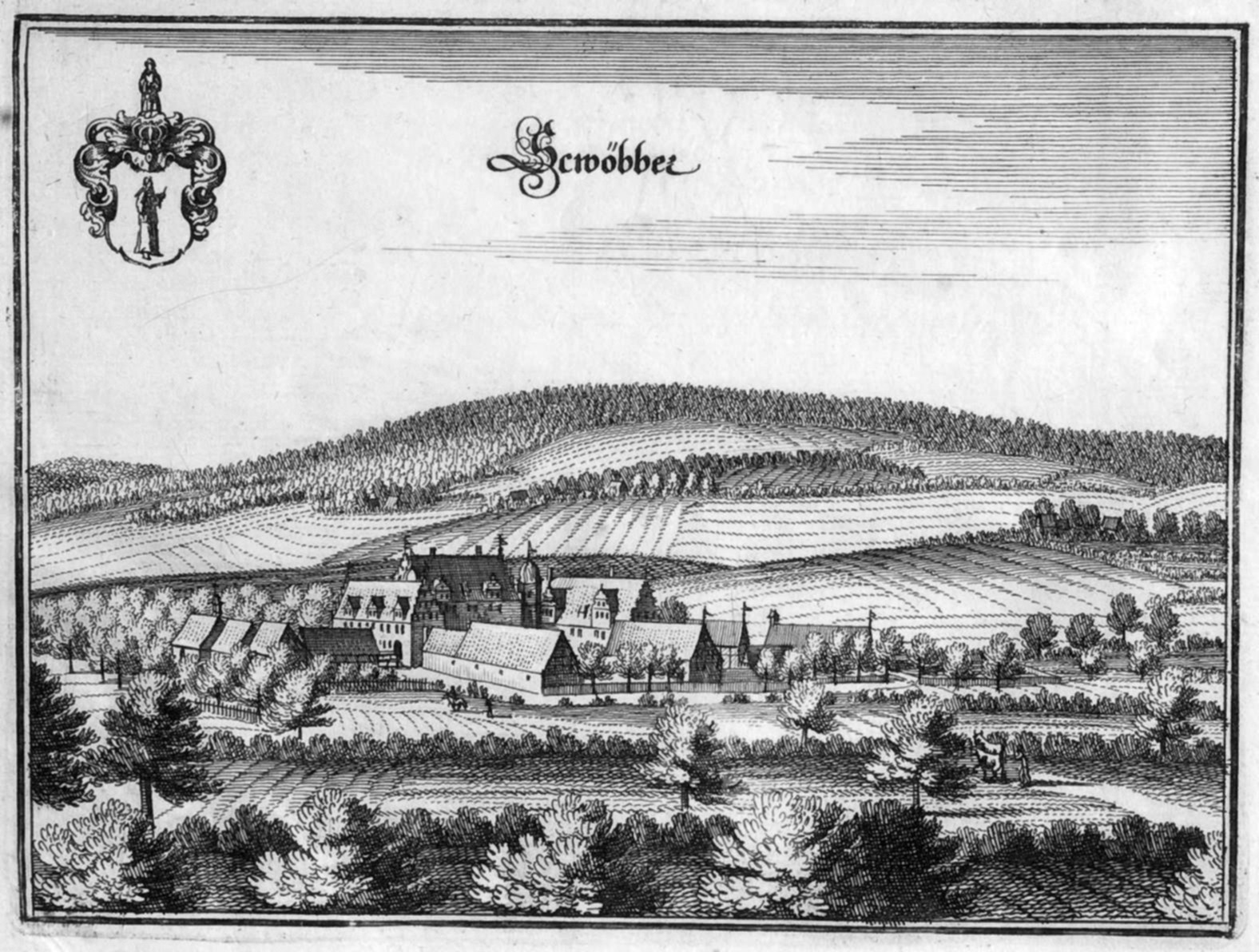
In Schwöbber begründete Hilmar 1564 ein Rittergut

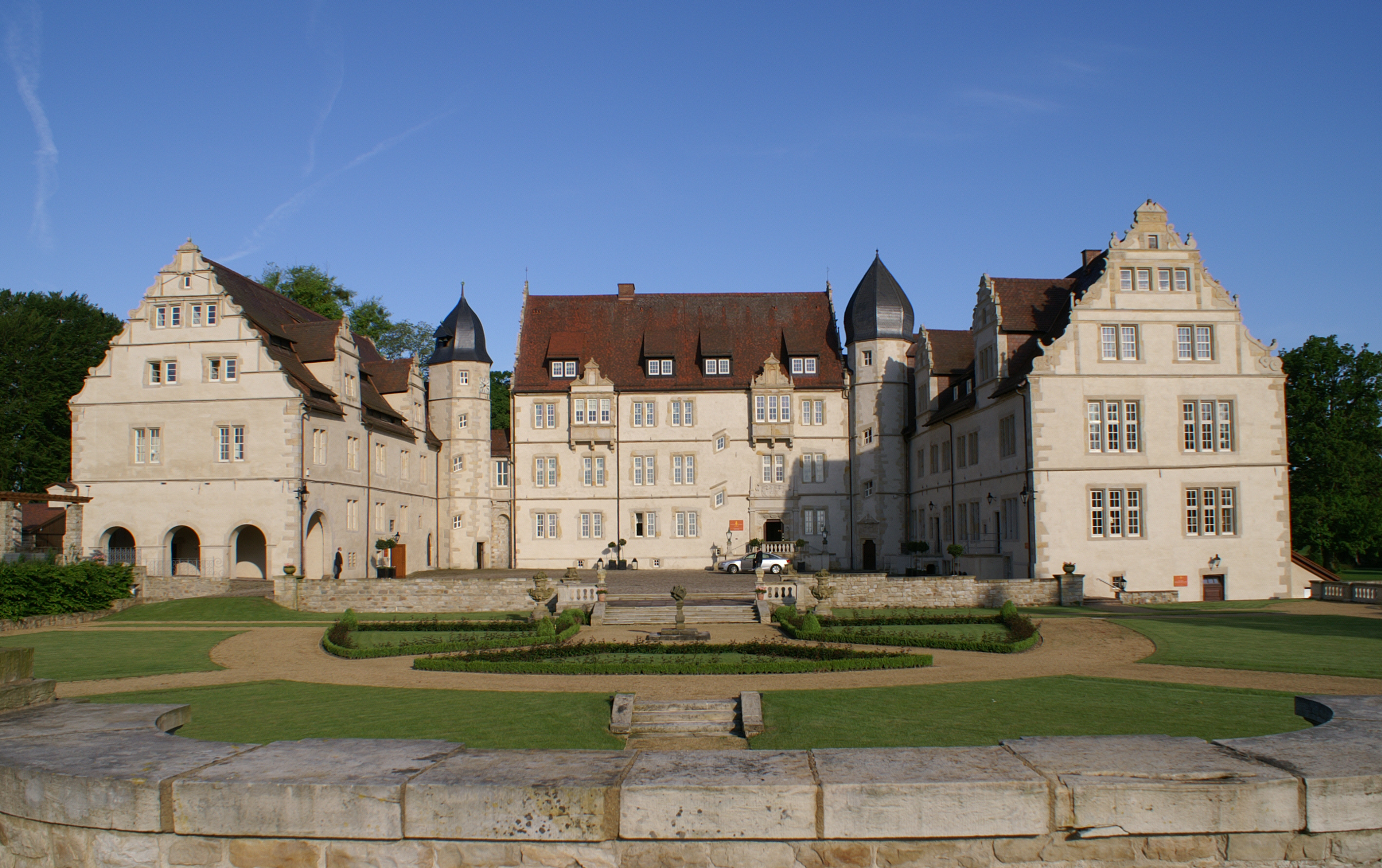
Den Mitteltrakt in Schwöbber plante C. Tönnies im Auftrag Hilmars ab 1570, die Seitenflügel ergänzte 1588–1607 sein Sohn Hilmar d. J.

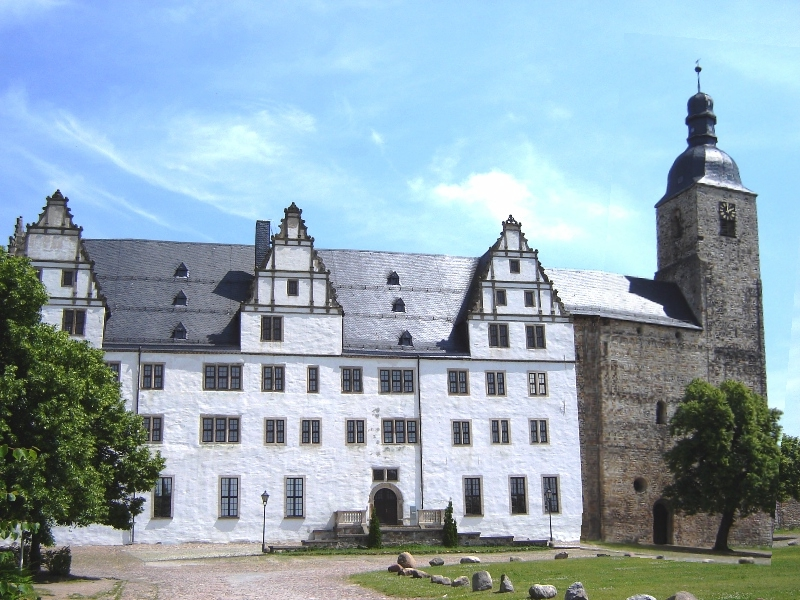
1564 erworben: Das ehemalige Prämonstratenser-Chorherrenstift Leitzkau

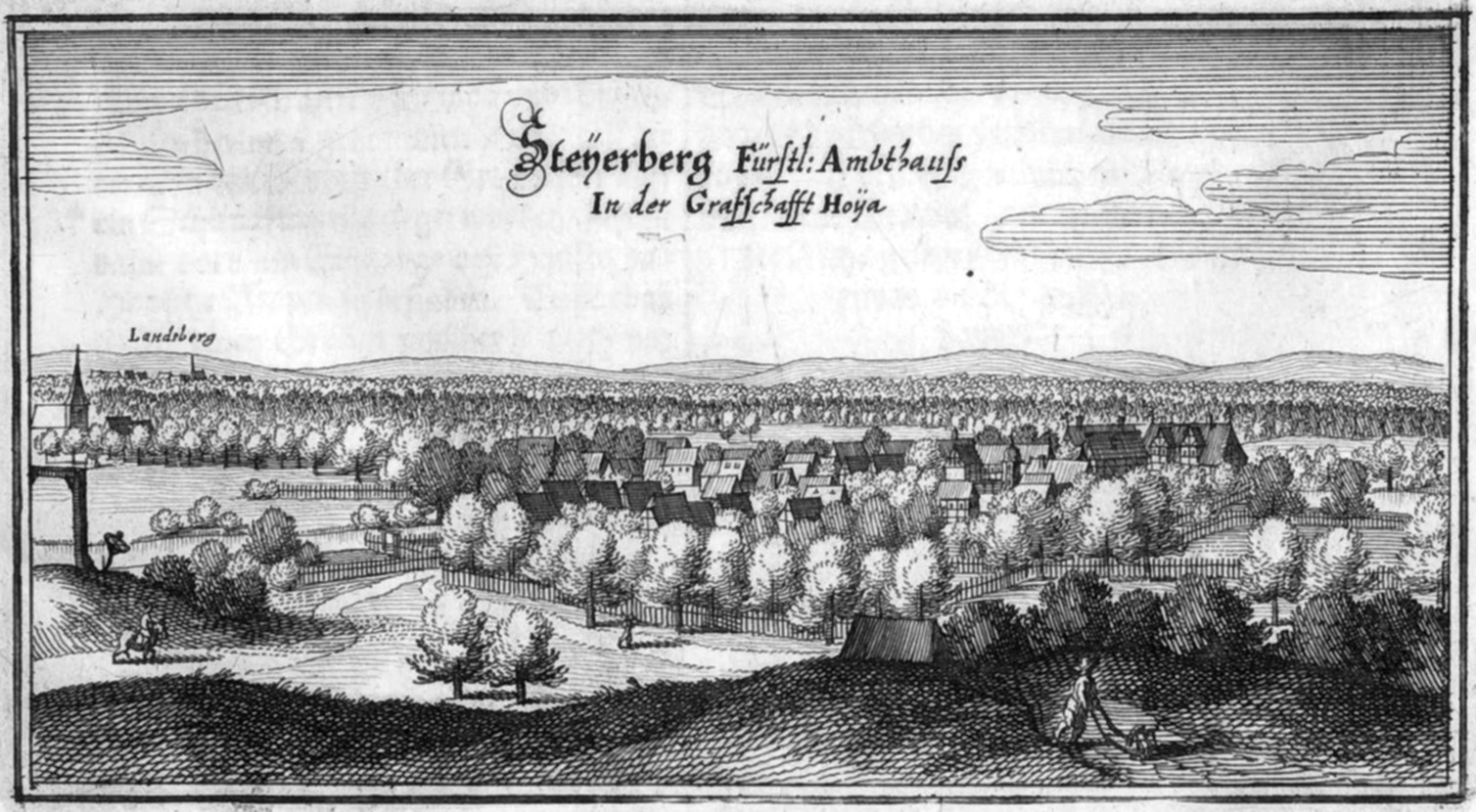
Seit 1565 im Pfandbesitz: Amtsschloss Steyerberg, Sterbeort 1573

Welch enorme finanzielle Erträge die militärischen Unternehmungen gebracht hatten, wird an den umfangreichen Besitzungen Münchhausens deutlich. Anfänglich, nach der Ermordung seines Vaters 1518, hatte er sich mit seinen Brüdern nur mühsam auf dem umstrittenen Pfandbesitz Burg Aerzen halten können, während der Lehnsbesitz dieses Familienzweigs lediglich einige Meierhöfe zu Schwöbber, Wulffersen und Afferde und einige Kothöfe vor Aerzen umfasste. (Hilmar und seine Brüder waren zudem 1527 vom Grafen Jobst von Schaumburg gegen 600 Gulden mit dem freien Burgmannshof zu Rinteln belehnt worden). Durch reiche Kriegsbeute war er jedoch bald in der Lage, einen Besitz nach dem anderen, teils als Lehen, teils als Pfandschaft, zu erwerben, und legte damit den Grundstock für den bedeutenden Reichtum seiner Nachfahren. Einige der Besitze statteten er und seine Söhne mit prachtvollen, bis heute kulturhistorisch bedeutenden Schlössern der Weserrenaissance aus.
Von 1547 bis 1562 war er Drost auf dem Schloss Stolzenau, von 1547 bis 1562 Drost zu Lauenau, 1557 auf Lebenszeit Pfandherr zu Aerzen, 1564 erwarb er für 70.000 Reichstaler das ehemalige Prämonstratenser-Chorherrenstift Leitzkau bei Magdeburg mit 8.000 Morgen Grundbesitz, an dem er begann, die romanischen Klausurflügel zu einem Renaissanceschloss umzubauen (das sein Sohn Statius von Münchhausen ab 1593 vollendet). Ab etwa 1570 ließ Hilmar auf dem Hof Schwöbber ein prachtvolles Renaissanceschloss von dem Hamelner Architekten Cord Tönnies planen und möglicherweise beginnen, das nach seinem Tode im Jahr 1573 von seiner Witwe Lucia von Reden zwischen 1574 und 1578 mit der Errichtung des Mitteltrakts ausgeführt wurde und vom Sohn Hilmar dem Jüngeren 1588–1607 um die Seitenflügel ergänzt wurde. 1565 erwarb er in Pfandschaft das Schloss Steyerberg und 1566 als Lehnsbesitz Wendlinghausen. Auf dem Burgmannshof in Rinteln errichtete er neben einem großen Getreidespeicher 1565 das bis heute erhaltene, beheizbare Archivhäuschen für seine zahlreichen Lehns- und Grundbesitzurkunden; an der Fassade befinden sich sandsteinerne Reliefporträts von Hilmar und Lucia. Bis 1933 befand sich sein gesamter schriftlicher Nachlass darin, der aber nach Überführung in das Staatsarchiv Hannover 1943 dort während eines Luftangriffs verbrannte (geringe Reste sind in Bückeburg erhalten). Münchhausen und seine Söhne Statius (erbaute 1603 bis 1612 Schloss Bevern und das Schloss Neuhaus in Leitzkau sowie die Gutshäuser Bolzum und Bodenwerder) und Hilmar der Jüngere (vollendete Schwöbber und erbaute Schloss Wendlinghausen) zählen zu den großen Bauherren der Weserrenaissance.
Seine Töchter Mathildis (Mette) und Margarete ließ Münchhausen von dem bekannten Maler Ludger tom Ring d. J. porträtieren; die Gemälde hängen heute in der Kunsthalle Hamburg und dem Kunstmuseum Havanna.

### Letzte Jahre
Die letzten Lebensjahre verbrachte Münchhausen zumeist fernab vom Kriegsgeschehen auf seinen Gütern, von den Großen noch mit mancherlei Geschäften betraut. So trat er des Öfteren bei wichtigen Gesandtschaften in Erscheinung, wie 1566 in einer heiklen Sühneangelegenheit seines einstigen Waffengefährten Herzog Erich d. J. von Calenberg, den er in Wien vor dem Kaiser vertrat. Im selben Jahr verlängerte Philipp II. die auslaufende Bestallung Hilmars als spanischer Obrist (die nur noch formell wirksam war) um weitere drei Jahre, zahlte Pensionsrückstände aus und versprach mehr – um zu verhindern, dass Münchhausen die Geusen unterstützt, die sich in den Niederlanden gegen die autokratische spanische Herrschaft aufzulehnen begannen. Er befürchtete, dass ihnen Münchhausen und Holle 5.000 Reiter zuführen könnten. Selbst Kaiser Maximilian, Philipps Vetter, schickte einen warnenden Brief. Münchhausen war bestens unterrichtet über alle Entscheidungen in Madrid, da er den Privatsekretär Philipps für laufende Informationen bezahlte. Als der Herzog von Alba 1567 mit einer Armee als neuer Statthalter eintraf, um sein Blutgericht abzuhalten, war der Obrist Münchhausen mit dem zwölfjährigen Sohn Statius beim prunkvollen Empfang in Antwerpen anwesend. Er musste Statius für drei Jahre in Albas Obhut geben. Dennoch lieh Hilmar dem – vor Alba nach Dillenburg geflohenen – Rebellenführer Wilhelm von Oranien heimlich 40.000 Taler für einen (zunächst erfolglosen) Feldzug gegen Alba, an dem er aber selbst nicht teilnahm. Als jedoch ein Marschbefehl Albas eintraf, ließ Obrist Münchhausen seine Werbungen bewusst so langsam anlaufen, dass es einer Verweigerung gleichkam. Die meisten seiner alten Waffengefährten standen in Albas Diensten, sympathisierten aber heimlich mit Oranien. Sogar der katholische Herzog Heinrich d. J. von Braunschweig deckte die zögernden Obristen. Als er 1568 starb, ließ sein Nachfolger Julius sich von Münchhausen Vorschläge für eine bessere Befestigung seiner Festung Wolfenbüttel machen. Ein letztes Mal kam Hilmar 1570 in die Niederlande, als er die Tochter des Kaisers, Anna, in einem Geleitzug nach Nimwegen führte, wo sie Alba übergeben wurde, der sie als vierte Ehefrau Philipps II. nach Spanien einschiffte. Auf dem Heimweg durfte Hilmar seinen Sohn Statius wieder mitnehmen.
Als der 61-jährige Hilmar von Münchhausen im April 1573 auf seinem Pfandschloss Steyerberg bei Nienburg starb, geleiteten ihn in einer pomphaften Begräbniszeremonie 200 Leibkürassiere zur letzten Ruhe. In der St.-Martins-Kirche zu Nienburg/Weser erinnert noch heute ein Epitaph an ihn und seine Frau Lucia.
Der Obrist, der sich auf allen Schlachtfeldern Europas ausgezeichnet hatte, war neben seinem Vetter Georg von Holle und Christoph von Wrisberg der wohl bedeutendste niederdeutsche Söldnerführer seiner Zeit.

### Familie
Mit Lucia von Reden hatte er acht Kinder:
- einen jung gestorbenen Sohn
- Otto (* 1547 † 1574, wurde im Cleveschen von seinem Knecht erschossen; Epitaph im Willibrordi-Dom zu Wesel[2][3])
- Hans (* 1550 † 16. Februar 1604), Herr und Drost zu Steyerberg, Pfandherr auf dem Amtsschloss zu Stolzenau; ⚭ I. (1598) Armgard von Hasberg († 1598?), seine Haushälterin, deren 11 uneheliche Kinder (etwa Mette, * 1588)[4] er 1594 von Kaiser Rudolf II. legitimieren ließ; ⚭ II. Elisabeth von Hoym
- Mette (* ca. 1552 † 1576), starb unvermählt
- Statius (* 1555 † 1633), Herr auf Leitzkau, Bevern, Elbingerode, Stapelburg, Dornburg, Meinbrexen, Amt Grohnde, dem Stadthof zu Hildesheim, Bolzum und Bodenwerder; ⚭ I. (1578) Anna von Lattorff aus Dornburg († 1600); ⚭ II. (1602) Dorothea von Bothmer aus Rotenburg
- Hilmar der Jüngere (* 1558 † 1617), Herr auf Rinteln, Schwöbber, Wendlinghausen und Meinbrexen; ⚭ Dorothea von Münchhausen, Tochter Börries des Älteren (1515–1583), Herrn auf Apelern, Drosten und Pfandherrn zu Lauenau und der Heilwig Büschen auf Oldendorf
- Kurt (* 1560 † 1604), Herr auf Wendlinghausen (verkauft an Hilmar d. J.) und Haddenhausen (1602 gekauft von Heinrich von Münchhausen), Pfandherr auf Ehrenburg; ⚭ I. Elisabeth von Holle († 1603); ⚭ II. Anna Maneel
- Margarete (* ca. 1564 † nach 1613) ⚭ Heinrich v. Bortfeld, Herr auf Wellersen, Rinteln und Wendhausen

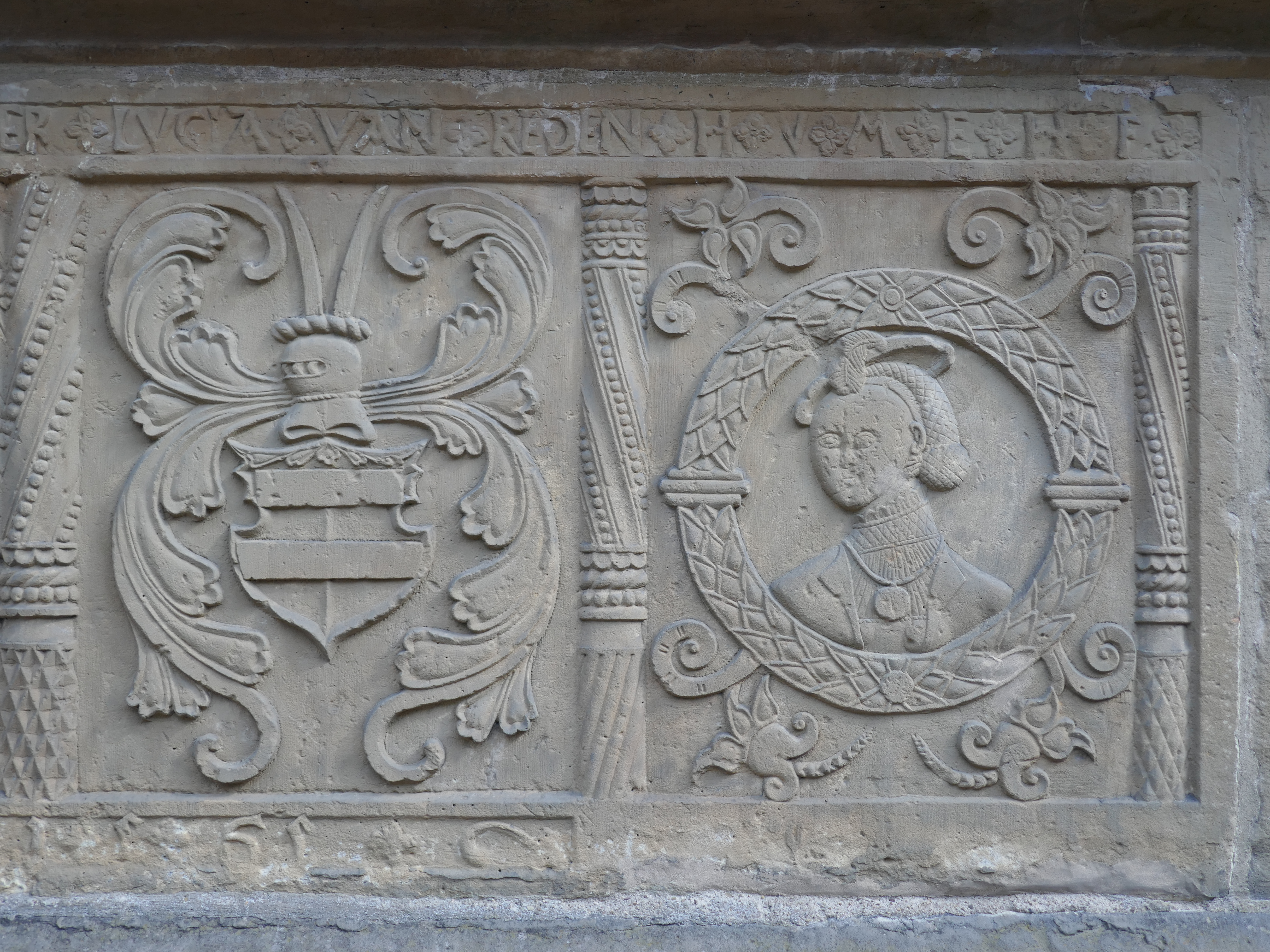
Ehefrau Lucia von Reden
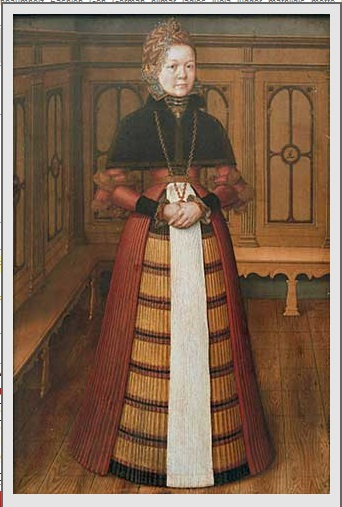
Tochter Mette (1552–1576)
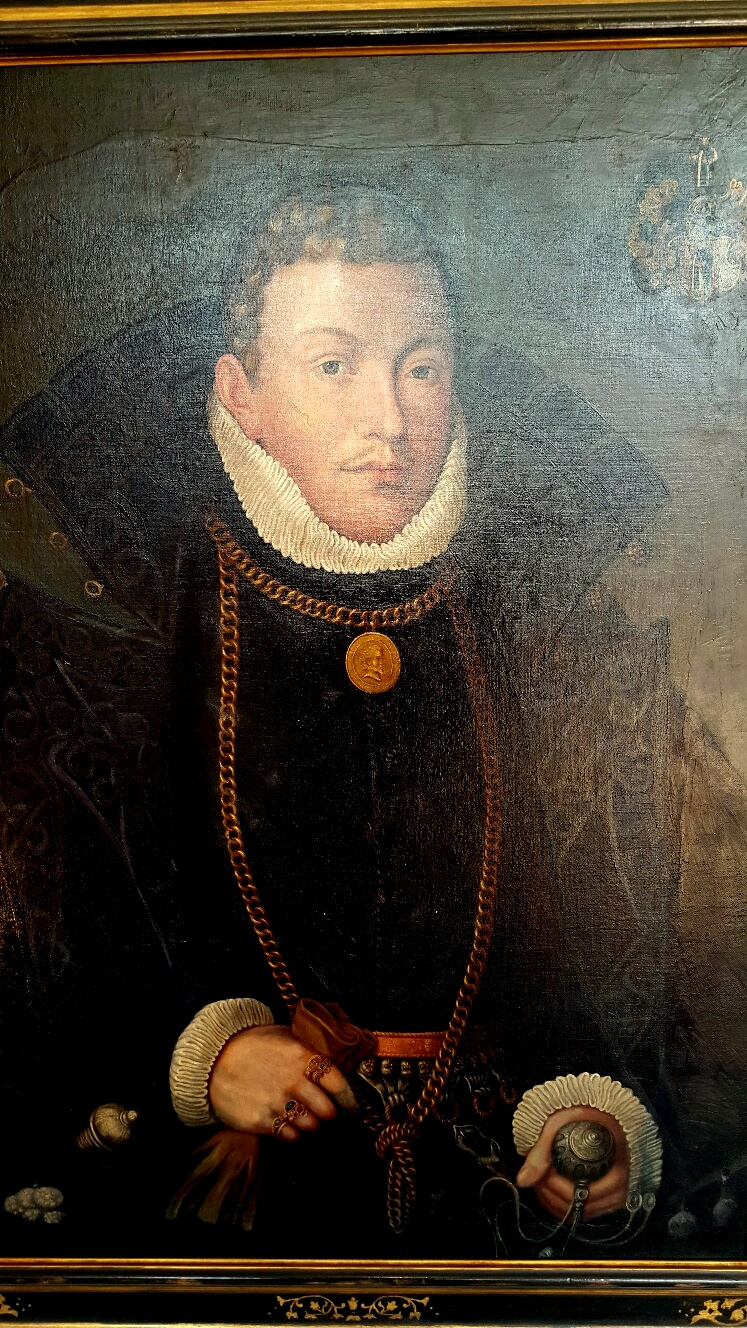
Sohn Hilmar der Jüngere
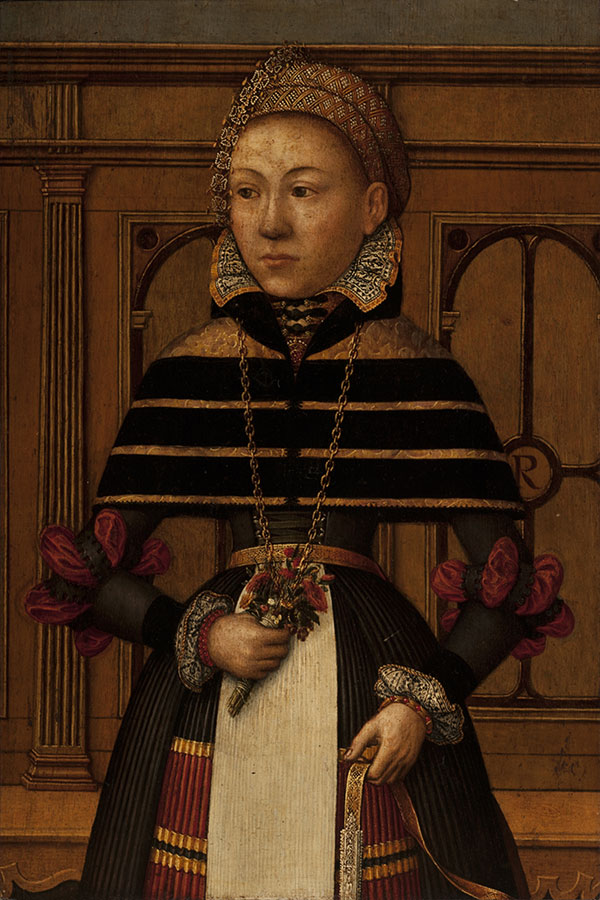
Tochter Margarete, verheiratete von Bortfeld